# Le Mystérieux Raymond

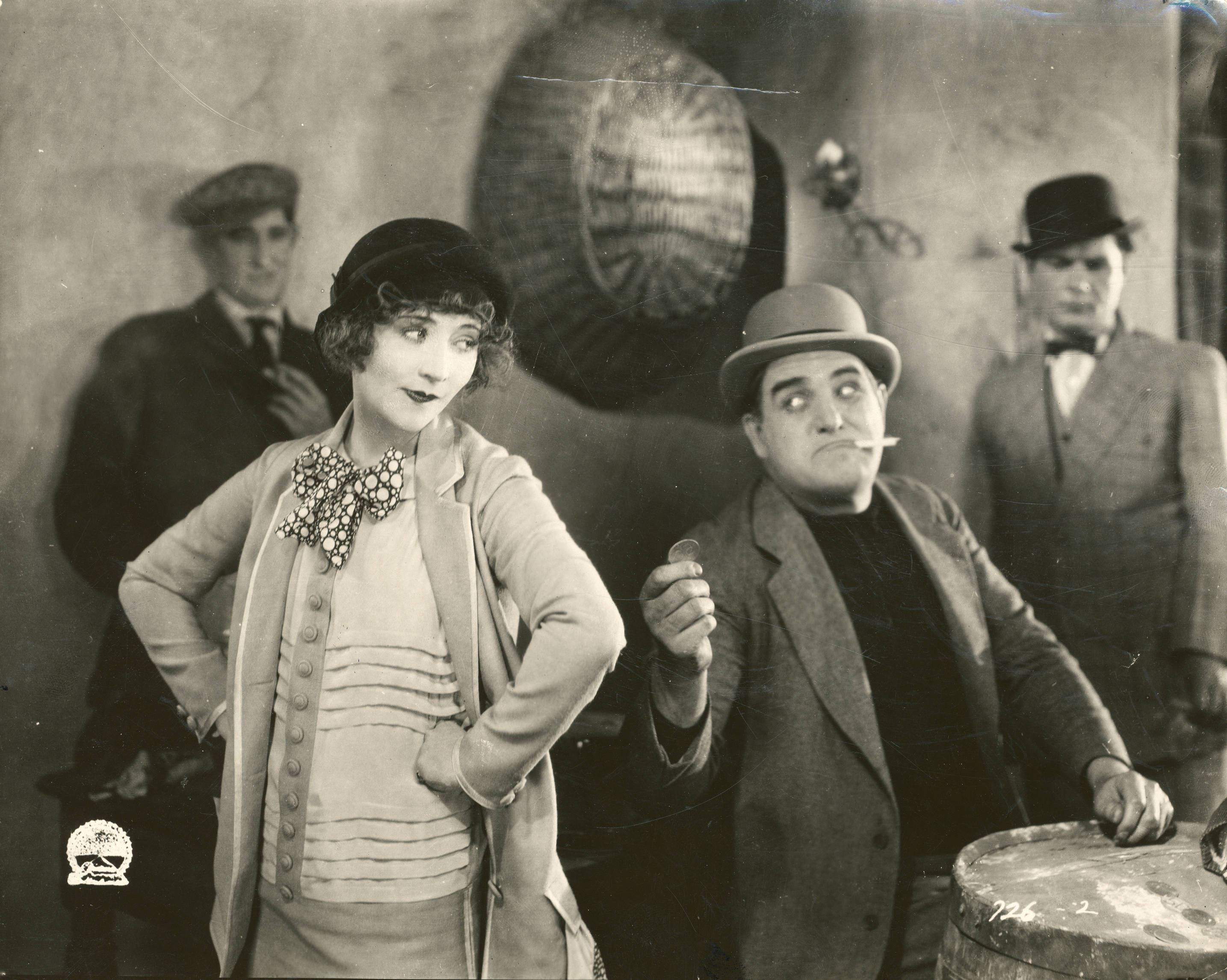
Image extraite du film.

Le Mystérieux Raymond (Paths to Paradise) est un film américain réalisé par Clarence G. Badger et sorti en 1925.

## Synopsis
Un escroc se faisant passer pour un détective se faisant passer pour un touriste de Duluth trompe Molly, une voleuse de Chinatown. Molly lui donne son argent en guise de pot-de-vin pour éviter son arrestation. Plus tard, ils décident de faire équipe et de voler un collier. Ils échappent à la Police d'État de Californie en passant la frontière entre le Mexique et les États-Unis vers la Basse-Californie, mais décident de se ranger et de rendre le collier.

## Fiche technique
- Titre original : Paths to Paradise
- Réalisation : Clarence G. Badger
- Scénario : Keene Thompson, d'après la pièce de 1914 The Heart of a Thief de Paul Armstrong[1]
- Producteurs : Adolph Zukor, Jesse Lasky
- Production : Famous Players-Lasky Corporation
- Photographie : H. Kinley Martin
- Distributeur : Paramount Pictures
- Durée : 7 bobines[2]
- Date de sortie : 
  - États-Unis : 29 juin 1925

## Distribution
- Raymond Griffith : The Dude from Duluth
- Betty Compson : Molly
- Thomas Santschi : Chef des détectives Callahan
- Bert Woodruff : Bride's Father
- Fred Kelsey : Confederate
- Clem Beauchamp (non crédité)